# Kersik Tuo
Kersik Tuo is een bestuurslaag in het regentschap Kerinci van de provincie Jambi, Indonesië. Kersik Tuo telt 2532 inwoners (volkstelling 2010).